# Pitajo de Patagonie
Colorhamphus parvirostris
Genre
Espèce
Statut de conservation UICN

 LC  : Préoccupation mineure
Le Pitajo de Patagonie (Colorhamphus parvirostris) est une espèce de passereau de la famille des Tyrannidae. C'est la seule espèce du genre Colorhamphus.

## Distribution
Cet oiseau vit au sud du Chili (Valdivia) et dans les régions adjacentes de l'Argentine, jusqu'à la Terre de Feu,.